# 53-65
53-65 je sovjetski 533 mm protiladijski parni vodikovo-peroksidni torpedo. V uporabo je bil sprejet leta 1965. Leta 2022 različica 53-65K ostaja v uporabi pri Ruski vojni mornarici.
Konstruiran je bil eksperimentalno-konstruktorskem biroju Tovarne strojegradnje S. M. Kirova iz Alma-Ate v Kazahstanski SSR (vodilnemu v ZSSR na področju izdelave torpedov, ki je do konca 1980. let razvil 18 toplotnih torpedov). Po razpadu ZSSR je bila dokumentacija predana tovarni Dvigatel iz koncerna Gidropribor iz Sankt Peterburga.
Pogonski sistem ima dve izgorevalni komori. Hitrost je med 48,5 vozla z dosegom 12 km in 44 vozlov z dosegom 22 km. Sistem vodenja je akustični aktivni po sledi vala ciljne ladje. Detonator je elektromagnetni brezkontaktni.
Leta 1969 je bila konstruirana različica z izboljšano zanesljivost pogona 53-65M. Istega leta je bila razvita tudi različica 53-65K, ki uporablja enorežimski kisikov motor in velja za boljšo od različice 53-65M po operativnih lastnostih. Preprostost konstrukcije in dostojne lastnosti so zagotovile skromnost in nizko ceno torpedov 53-65K, ki je postal en najbolj množično proizvajanih torpedov Vojne mornarice ZSSR in pozneje Ruske vojne mornarice. Izvozna različica 53-65KE je bila dobavljena v veliko tujih držav, kot so Indija, Kuba, Bolgarija itd.
Različica 53-65K, modernizacija iz leta 2011, je v uporabi pri Ruski vojni mornarici.